# Етиопија (митологија)
У грчкој митологији, Етиопија је име за земљу у Африци јужније од Египта.
У буквалном значењу њено име значи „земља спаљених лица“.

## Значајне личности
Постоји неколико значајних личности које су у грчкој и средњовековној књижевности идентификоване као Етиопљани.
Тај списак укључује неколико владара, укључујући Мемнона краља Персије, чији је главни град био Суса, и његовог брат Ематиона, краља Арабије.
Хомер у свом опису Тројанског рата помиње неколико других Етиопљана, укључујући Епафуса и Финеуса.
Географ Птолемеј, а и неки други Стари Грци су сматрали да је етиопски Олимп (Килиманџаро), место где су богови живели када нису били у Грчкој.

## Етиопија у миту о Андромеди
Етиопија се такође помиње у миту о Андромеди, која је била етиопска принцеза и супруга јунака Персеја.